# Chrysopidia
Chrysopidia is een geslacht van insecten uit de familie van de gaasvliegen (Chrysopidae), die tot de orde netvleugeligen (Neuroptera) behoort.

## Soorten

### OndergeslachtAnachrysa
- C. (Anachrysa) elegans Hölzel, 1973
- C. (Anachrysa) erato Hölzel, 1973

### OndergeslachtChrysopidia
- C. (Chrysopidia) fuscata Navás, 1914
- C. (Chrysopidia) ignobilis (Walker, 1860)
- C. (Chrysopidia) jiriana Hölzel, 1973
- C. (Chrysopidia) jocasta Hölzel, 1973
- C. (Chrysopidia) junbesiana Hölzel, 1973
- C. (Chrysopidia) nigrata Navás, 1910
- C. (Chrysopidia) numerosa Navás, 1914
- C. (Chrysopidia) regulata Navás, 1914
- C. (Chrysopidia) remanei Hölzel, 1973
- C. (Chrysopidia) yangi X.-k. Yang & Lin, 1997

### OndergeslachtChrysotropia
- C. (Chrysotropia) ciliata - Franjegaasvlieg (Wesmael, 1841)
- C. (Chrysotropia) obliquata (Banks, 1931)
- C. (Chrysotropia) orientalis (Hölzel, 1973)

### Niet gebonden aan een ondergeslacht
- C. flavilineata C.-k. Yang & X.-x. Wang, 1994
- C. garhwalensis Ghosh, 1986
- C. holzeli X.-x. Wang & C.-k. Yang, 1992
- C. manipurensis Ghosh, 1990
- C. shennongana C.-k. Yang & X.-x. Wang, 1990
- C. sinica C.-k. Yang & X.-x. Wang, 1990
- C. xiangana X.-x. Wang & C.-k. Yang, 1992
- C. zhaoi C.-k. Yang & X.-x. Wang, 1990